# VM i banecykling 2015
VM i banecykling 2015 var verdensmesterskaberne i banecykling i 2015. Mesterskaberne fandt sted i Saint-Quentin-en-Yvelines (del af Paris Metropolitan-område) i Vélodrome de Saint-Quentin-en-Yvelines fra 18–22. februar 2015.

## Deltagende lande
| Deltagende lande |
| --- |
| - Argentina (6) - Australien (20) - Østrig (2) - Hviderusland (12) - Belgien (10) - Brasilien (4) - Canada (13) - Kina (21) - Colombia (14) - Cuba (6) - Tjekkiet (9) - Danmark (6) - Finland (1) - Frankrig (21) - Tyskland (21) - Storbritannien (20) - Grækenland (2) - Hongkong (11) - Irland (9) - Italien (20) - Japan (13) - Litauen (4) - Malaysia (3) - Mexico (4) - Holland (13) - New Zealand (18) - Polen (14) - Portugal (3) - Rusland (27) - Slovakiet (1) - Sydafrika (3) - Sydkorea (4) - Spanien (15) - Schweiz (7) - Ukraine (8) - USA (14) - Usbekistan (1) - Venezuela (5) |

## Medaljeoversigt

### Medaljetabel
| Placering | Land           | Guld | Sølv | Bronze | Total |
| --------- | -------------- | ---- | ---- | ------ | ----- |
| 1         | Frankrig       | 5    | 0    | 2      | 7     |
| 2         | Australien     | 4    | 4    | 3      | 11    |
| 3         | Tyskland       | 3    | 1    | 3      | 7     |
| 4         | Rusland        | 2    | 2    | 0      | 4     |
| 5         | Holland        | 1    | 2    | 1      | 4     |
| 5         | New Zealand    | 1    | 2    | 1      | 4     |
| 7         | Kina           | 1    | 0    | 1      | 2     |
| 8         | Colombia       | 1    | 0    | 0      | 1     |
| 8         | Schweiz        | 1    | 0    | 0      | 1     |
| 10        | Storbritannien | 0    | 3    | 0      | 3     |
| 11        | Spanien        | 0    | 2    | 0      | 2     |
| 12        | USA            | 0    | 1    | 2      | 3     |
| 13        | Italien        | 0    | 1    | 1      | 2     |
| 14        | Japan          | 0    | 1    | 0      | 1     |
| 15        | Canada         | 0    | 0    | 2      | 2     |
| 16        | Belgien        | 0    | 0    | 1      | 1     |
| 16        | Cuba           | 0    | 0    | 1      | 1     |
| 16        | Malaysia       | 0    | 0    | 1      | 1     |
| Total     | Total          | 19   | 19   | 19     | 57    |

## Medaljevindere
| Mændenes konkurrencer   |                                                                         |                                                                         |                                                                             |
| Sprint                  | Grégory Baugé · Frankrig                                                | Denis Dmitriev · Rusland                                                | Quentin Lafargue · Frankrig                                                 |
| 1 km ind. tidskørsel    | François Pervis · Frankrig                                              | Joachim Eilers · Tyskland                                               | Matt Archibald · New Zealand                                                |
| Forfølgelsesløb         | Stefan Küng · Schweiz                                                   | Jack Bobridge · Australien                                              | Julien Morice · Frankrig                                                    |
| Holdforfølgelsesløb     | New Zealand Pieter Bulling Dylan Kennett Alex Frame Marc Ryan           | Storbritannien Ed Clancy Steven Burke Owain Doull Andrew Tennant        | Australien Jack Bobridge Alexander Edmondson Mitchell Mulhern Miles Scotson |
| Holdsprint              | Frankrig Grégory Baugé Michaël D'Almeida Kévin Sireau                   | New Zealand Eddie Dawkins Ethan Mitchell Sam Webster                    | Tyskland Joachim Eilers René Enders Robert Förstemann                       |
| Keirin                  | François Pervis · Frankrig                                              | Eddie Dawkins · New Zealand                                             | Azizulhasni Awang · Malaysia                                                |
| Scratch                 | Lucas Liss · Tyskland                                                   | Albert Torres · Spanien                                                 | Bobby Lea · USA                                                             |
| Pointløb                | Artur Ershov · Rusland                                                  | Eloy Teruel · Spanien                                                   | Maximilian Beyer · Tyskland                                                 |
| Madison                 | Frankrig Bryan Coquard Morgan Kneisky                                   | Italien Liam Bertazzo Elia Viviani                                      | Belgien Jasper De Buyst Otto Vergaerde                                      |
| Omnium                  | Fernando Gaviria · Colombia                                             | Glenn O'Shea · Australien                                               | Elia Viviani · Italien                                                      |
| Kvindernes konkurrencer |                                                                         |                                                                         |                                                                             |
| Sprint                  | Kristina Vogel · Tyskland                                               | Elis Ligtlee · Holland                                                  | Zhong Tianshi · Kina                                                        |
| 500 m tidskørsel        | Anastasia Voinova · Rusland                                             | Anna Meares · Australien                                                | Miriam Welte · Tyskland                                                     |
| Ind. forfølgelsesløb    | Rebecca Wiasak · Australien                                             | Jennifer Valente · USA                                                  | Amy Cure · Australien                                                       |
| Holdforfølgelsesløb     | Australien Annette Edmondson Ashlee Ankudinoff Amy Cure Melissa Hoskins | Storbritannien Katie Archibald Laura Trott Elinor Barker Joanna Rowsell | Canada Allison Beveridge Jasmin Glaesser Kirsti Lay Stephanie Roorda        |
| Holdsprint              | Kina Gong Jinjie Zhong Tianshi                                          | Rusland Daria Shmeleva Anastasia Voinova                                | Australien Kaarle McCulloch Anna Meares                                     |
| Keirin                  | Anna Meares · Australien                                                | Shanne Braspennincx · Holland                                           | Lisandra Guerra · Cuba                                                      |
| Scratch                 | Kirsten Wild · Holland                                                  | Amy Cure · Australien                                                   | Allison Beveridge · Canada                                                  |
| Pointløb                | Stephanie Pohl · Tyskland                                               | Minami Uwano · Japan                                                    | Kimberly Geist · USA                                                        |
| Omnium                  | Annette Edmondson · Australien                                          | Laura Trott · Storbritannien                                            | Kirsten Wild · Holland                                                      |

- Konkurrencer markeret med skygge (mørkegrå) er ikke-olympiske discipliner